# Пещерско плато
Пещерското плато или само Пещер (на сръбска кирилица: Пештер, както и Пештерска висораван) е планинско плато с надморска височина между 1150 и 1250 m намиращо се около Сиеница и Тутин в югозападна Сърбия – т.нар. Ужички край.
В Сърбия метафорично и популярно е наричано и Сръбски Тибет, т.к. района подобно на Шуменското плато има голямо значение в средновековната история на сърбите. По своите физикогеографски характеристики, това е най-вътрешната затворена и висока равнинна част на целите Динари.
В историко-географски план, това е центъра на областта на Стара Рашка, охранявана на изток от средновековната българска крепост Рас. Платото е торфено и особено благоприятно за скотовъдство и пчеларство. Понорно е и предвещава типично сръбската природа на запад продължаваща в Бърда и Херцеговина.
Приема се, че на Пещерското плато се е намирало ранносредновековното селище и първа сръбска историческа столица – Достиника.